# Фридман, Лидия Олеговна
Лидия Олеговна Фридман (род. 20 февраля 1996, Самара) — российская оперная певица (сопрано). Номинант Международной оперной премии 2021 года.

## Биография
Родилась 20 февраля 1996 года в Самаре. В 2011 году там же окончила детскую школу искусств № 17 по классу академического вокала и фортепиано. В 2015 году окончила вокальное отделение Самарского музыкального училища имени Д. Г. Шаталова. С 2015 по 2018 год обучалась в консерватории имени Якопо Томадини в Удине, с 2018 по 2020 год — в консерватории имени Бенедетто Марчелло в Венеции. В 2018—2019 годах также проходила стажировку в Академии Бельканто Родольфо Челетти в Мартина-Франка под руководством Фабио Луизи.
В 2019 году дебютировала в главной роли в театре «Ла Фениче» в Венеции в первой современной постановке оперы «Статира» Т. Альбинони. Затем выступила на фестивале Делла Валле д’Итрия в Мартина-Франка, где исполнила главную роль в опере «Гекуба» Н. Манфроче в новой постановке Пьера Луиджи Пицци; а также на фестивале Доницетти в Бергамо в главной роли Сильвии де Линарес в мировой премьере оперы «Ангел Низиды» режиссёра Франческо Микели.
В 2020 году исполнила главные роли в операх «Дидона и Эней» Г. Пёрселла в Падуе; «Лукреция Борджиа» Г. Доницетти во Дворце искусств Будапешта, театре Верди в Триесте и в театре Альто в Эссене.
В 2021—2022 годах исполняла главные роли в операх «Норма» в театре Ла Монне в Брюсселе и в Турине, «Арольдо» Дж. Верди в театре Галли в Римини, «Дон Жуан» В. А. Моцарта в Немецкой опере Берлина, «Секрет Сюзанны» Э. Вольф-Феррари в Концертхаусе в Берлине, «Евгений Онегин» П. Чайковского в Национальной опере Ганновера.
Также в репертуаре Лидии есть современная музыка, написанная композиторами специально для её голоса: «Тень света» Марко Синополи (Фестиваль Биеннале в Венеции 2019), опера «Кассандра» Марко Подда (театр Кочча в Новаре, 2020), «Эпиграммы» Доменико Тури (Театр Верди в Мартина Франка, 2022).
В 2022 году, по приглашению режиссёра Пьера Луиджи Пицци, Лидия дебютировала в роли Леди Макбет («Макбет» Дж. Верди) в турне по Италии.
В 2023 году Лидия исполнила главные роли в мировой премьере оперы «Далинда» Доницетти в Концертхаусе Берлина, и опере «Саломея» Р. Штрауса на фестивале Иммлинг.
Сезон 2023/2024 начался для Лидии дебютом в заглавной партии Джизельды в новой постановке Пьера Луиджи Пицци «Ломбардцы в первом крестовом походе» на открытии фестиваля Верди в Парме, а также она с выступила с двумя вердиевскими операми под руководством Риккардо Мути: в роли Абигайль в «Набукко» в театре Алигьери в Равенне и Амелии в «Бал-маскарад» в театре Реджо в Турине. Затем она участвовала в открытии фестиваля Пуччини в роли Анны в опере «Вилли» и в роли Фиделии в опере «Эдгар» в постановке Пьера Луиджи Пицци под управлением Массимо Дзанетти, которые прозвучали в один вечер. Также исполнила два концерта, организованных Риккардо Мути в честь 250-летия Спонтини в театре Перголези в Ези и в городе Лукка в честь Джакомо Пуччини.

## Репертуар
- «Дидона и Эней» (Дидона)
- «Статира» (Статира)
- «Сначала музыка, а потом слова» (Донна Элеонора)
- «Свадьба Фигаро» (Графиня Розина Альмавива)
- «Дон Жуан» (Донна Эльвира)
- «Гекуба» (Гекуба)
- «Норма» (Норма)
- «Ангел Низиды» (Сильвия де Линарес)
- «Лукреция Борджиа» (Лукреция Борджиа)
- «Далинда» (Далинда)
- «Ломбардцы в первом крестовом походе» (Джизельда)
- «Арольдо» (Мина)
- «Макбет» (Леди Макбет)
- «Бал-маскарад» (Амелия)
- «Евгений Онегин» (Татьяна Ларина)
- «Сестра Анджелика» (Аббатиса)
- «Секрет Сюзанны» (Графиня Сюзанна)
- «Саломея» (Саломея)
- «Кассандра» (Кассандра)
- «Вилли» (Анна)
- «Эдгар» (Фиделия)
- «Анна Болейн» (Анна Болейн)
- «Воццек» (Мари)

## Дискография

### Альбомы
- «Donizetti: L’ange de Nisida (Excerpts)» (Live) (2020, Dynamic)
- «Donizetti: Dalinda» (Live) (2024, Oehms Classics)
- «Wolf-Ferrari: Segreto di Susanna» (Live) (2024, Oehms Classics)

## Признание

### Отзывы
Многие партии Фридман удостаивались высоких оценок оперных критиков Европы, Великобритании и США, которые отмечали, что её голос имеет редкий тёмный (металлический) тембр, а исполнения отличаются филигранной фразировкой и актёрской отдачей.

### Награды
- 2020—2021 — Номинация на Международную оперную премию[20][21]
- 2019 — Вошла в Топ-10 молодых оперных певцов по версии американского журнала «Operawire»[22]